# Francisco Fernández (pintor)

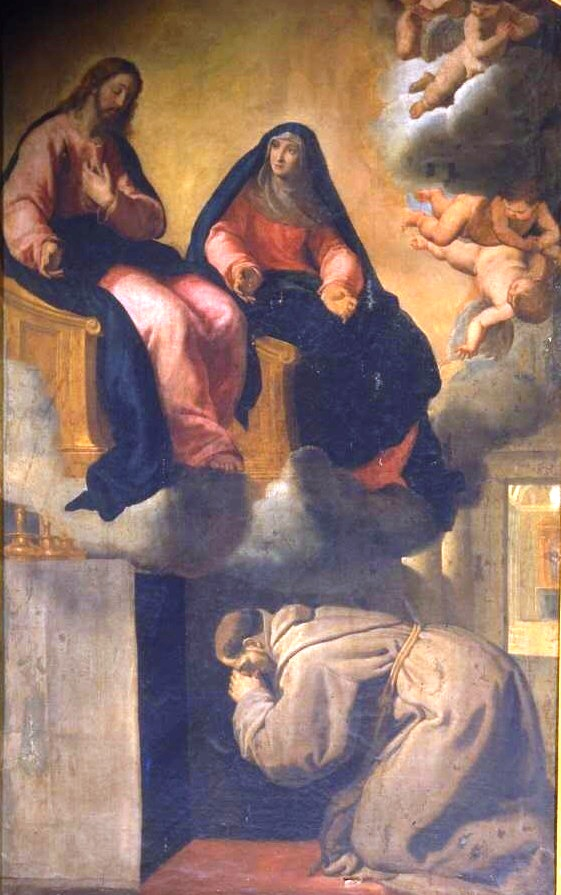
El jubileo de la Porciúncula, óleo sobre lienzo, 285 x 155 cm, Madrid, Real Academia de Bellas Artes de San Fernando.

Francisco Fernández (activo entre 1633 y 1657) fue un pintor barroco español, discípulo de Vicente Carducho y, según Antonio Palomino, de los más aventajados.

## Biografía
Son pocos los datos que se tienen de la vida de este pintor, natural de Madrid según Palomino, que en 1633 firmó la portada y algunos de los grabados de los Diálogos de la Pintura de Vicente Carducho, compartiendo esa tarea de grabador con Francisco López. En su testamento (1638) Carducho tuvo un recuerdo para su discípulo, al que legó «el borroncillo del Señor Santiago que pinté para Jaén». A Pedro de Villafranca, otro posible discípulo de Carducho, le proporcionó los dibujos para alguno de los grabados de la vida de san Juan de Dios, probablemente con destino a una segunda edición del libro de Antonio de Gouveia, Vida y muerte del bendito P.e Ivan de Dios. Fundador de la orden de la hospitalidad de los pobres enfermos, que podría haberse publicado poco antes de 1640. Entre ellos el que, según un pasaje de la vida del santo, lo presenta de rodillas predicando la penitencia a un grupo de «mujeres públicas» en un burdel que luce en sus paredes varias pinturas, entre las que podrían reconocerse enfrentadas a Venus y la Magdalena.
En 1639 fue llamado a colaborar en la serie de retratos de reyes para el Salón dorado del Alcázar, junto a Alonso Cano, Jusepe Leonardo y Francisco Camilo. Los antiguos inventarios del Palacio del Buen Retiro mencionan también un cuadro del Socorro a Cádiz firmado por él. Pero el grueso de su obra tuvo como destinatario a la iglesia.

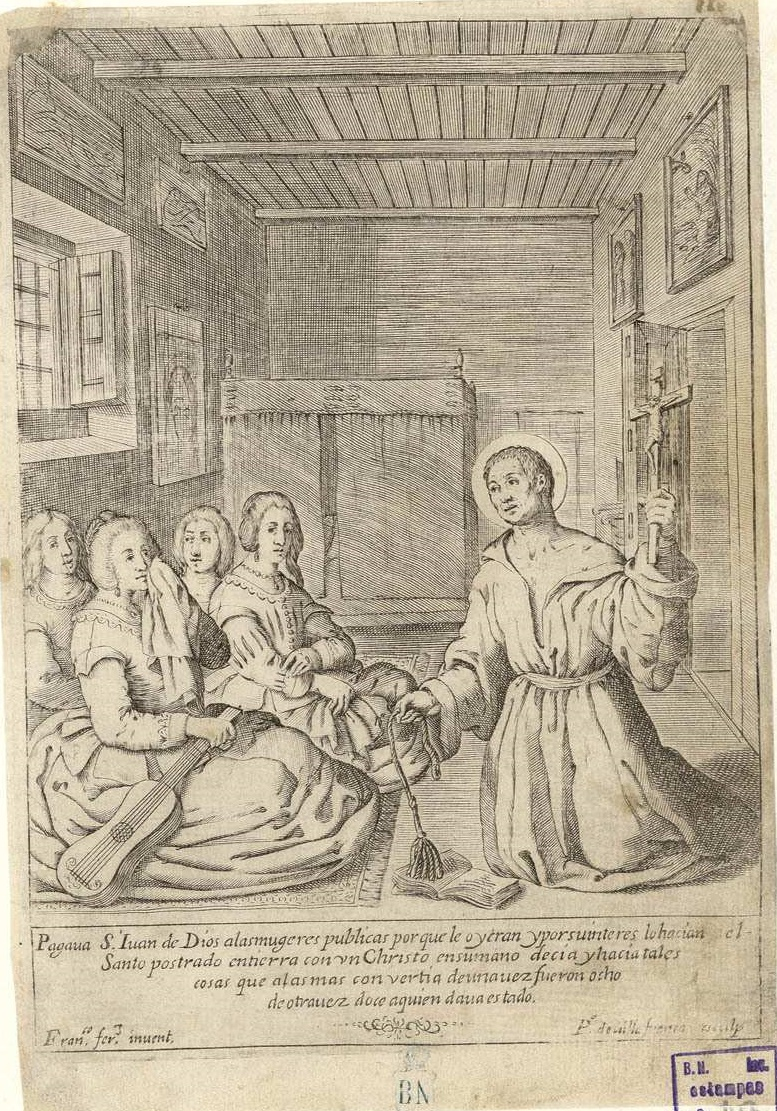
Grabado de Pedro de Villafranca por dibujo de Francisco Fernández. Convierte el santo a varia mujeres públicas, c. 1637/40. Inscripción: «Pagava S. Jvan de Dios a las mugeres públicas porque le oyeran y por su interés lo hacía el Santo postrado entierra con un Christo en su mano decía y hacía tales cosas que a las más convertía de una vez fueron ocho de otra vez doce a quien dava estado».

Según Palomino murió en Madrid, «en lo mejor de su edad», asesinado por un amigo, maestro de niños en la calle del Prado, tras un incidente que tuvieron por unas palabras, en 1646, fecha imposible pues un año después firmó una Inmaculada conservada en colección particular madrileña. Se trata de la primera obra firmada de su mano que ha llegado a nuestros días y en ella el magisterio de Carducho se ve atemperado por las influencias de Cano en el perfil de la Virgen. Muy semejante es otra Inmaculada del Monasterio de las Descalzas Reales que probablemente le pertenezca, como también una Virgen del Rosario de la parroquial de Torrelaguna (Madrid). Un cuadro de la serie dedicada a conmemorar las injurias que un grupo de criptojudios infligió a una imagen del crucificado, destinada al convento de Capuchinos de la Paciencia, fundado con tal motivo en 1651, es la última obra firmada por el artista que se conoce: Judíos arrastran y azotan el Crucifijo, depósito del Museo del Prado en el Ayuntamiento de Setados (Pontevedra), composición próxima a otras de Francisco Camilo, que colaboró también en esta serie.
Lo citaba, aún con vida, Lázaro Díaz del Valle, cuyo manuscrito parece haber sido escrito en 1657.